# (16116) Balakrishnan
(16116) Balakrishnan es un asteroide perteneciente al cinturón de asteroides, descubierto el 6 de diciembre de 1999 por el equipo del Lincoln Near-Earth Asteroid Research desde el Laboratorio Lincoln, Socorro, Nuevo México.

## Designación y nombre
Designado provisionalmente como 1999 XQ29. Fue nombrado Balakrishnan en honor a "Jennifer Sayaka Balakrishnan" por ser finalista en el concurso para estudiantes científicos de Intel Science Talent Search en el año 2002.

## Características orbitales
Balakrishnan está situado a una distancia media del Sol de 2,403 ua, pudiendo alejarse hasta 2,973 ua y acercarse hasta 1,832 ua. Su excentricidad es 0,237 y la inclinación orbital 2,389 grados. Emplea 1360 días en completar una órbita alrededor del Sol.

## Características físicas
La magnitud absoluta de Balakrishnan es 14,8.